# جائزة الأوسكار لأفضل موسيقى تصويرية
جائزة الأوسكار لأفضل موسيقى تصويرية (بالإنجليزية: Academy Award for Best Original Score)‏ هي أحد الجوائز التي تمنحها أكاديمية الفنون والعلوم السينمائية التي تعتبر أكاديمية فخرية وليست أكاديمية تعليمية في كاليفورنيا في الولايات المتحدة.
يعتبر فيلم الرسالة الفيلم الوحيد من الشرق الأوسط الذي ترشيحه لهذه الجائزة عام 1977 ولكن الموسيقار الفرنسي موريس جارر Maurice Jarre لم يحصل على هذه الجائزة.

## بعض حائزي الجائزة

### الفنانين
وفيما يلي قائمة بأسماء بعض الفنانين الذين قاموا بتأليف الموسيقى التصورية الفائزة بالجائزة:
- الفنان جان كازماريك في فيلم اكتشاف أرض العجائب المستحيلة Finding Neverland عام 2004
- الفنان هاوارد شور في فيلم سيد الخواتم:عودة الملك عام 2003
- الفنان أليوت كوندلثال في فيلم فريدا Frida عام 2002
- الفنان هاوارد شور في فيلم سيد الخواتم: زمالة الخاتم The Lord of the Rings: The Fellowship of the Ring عام 2001
- الفنان هانز زيمر في فيلم الملك الأسد the lion king عام 1994
- الفنان تان دون في فلم النمر الغاضب والتنيين الخفي Crouching Tiger, Hidden Dragon عام 2000
- الفنان جون كوريليانو في فيلم الكمان الأحمر The Red Violin عام 1999
- الفنان ستيفن واربيك في فلم شكسبير في الحب Shakespeare in Love عام 1998
- الفنان نيكولاس بيوفاني في فيلم الحياة رائعة Life Is Beautiful عام 1998
- الفنان جيمس هورنر في فيلم تيتانك عام 1997

### موسيقى تصويرية
- مقطوعة ساراباندي (هاندل) عن فيلم باري ليندون للمخرج ستانلي كوبريك في عام 1975

## اقرأ أيضاً
- جائزة الأوسكار